# 제3비행전대
비행 제3전대(일본어: 飛行第3戦隊 히코 다이산센타이[*])는 일본 제국 육군 항공대의 비행전대이다. 통칭호은 "威 이[*] 18967부대".

## 역사
1925년 5월 1일, 사가현 요카(八日)에서 비행 제3연대로 창설되어, 1938년 7월 31일에 공지이분법에 따라 비행 제3전대로 재편성되었다.
태평양 전쟁 말기에 대함선전 대책으로 도비폭격 방식을 도입하였고, 제2차 필리핀 전역의 레이테 전투에서 연합국측 함선을 치기 위해 1944년 10월 24일에 99식 쌍발경폭격기 22기로 시도하였다. 그러나, 표적에 도달하기도 전에 미국측 호위항공모함의 F4F 와일드캣 항공대와 마주쳤고, 전대장 키무라 슈이치 중좌의 전대장기를 포함한 18기가 요격되고 4기만이 귀환하였다.
아키타현 노시로에서 종전을 맞이하였다.

## 역대 지휘관
| # | 계급 | 성명            | 취임일          | 이임일          | 참고  |
| - | ---- | --------------- | --------------- | --------------- | ----- |
| 1 | 중좌 | 하야시 마사키   | 1925년 5월 1일  |                 |       |
| 2 | 대좌 | 사이토 도도오   | 1927년 7월 26일 |                 |       |
| 3 | 중좌 | 다키기 히코조   | 1930년 7월 3일  | 1932년 8월 8일  | [ 4 ] |
| 4 | 대좌 | 사토 스스무     | 1932년 8월 8일  |                 |       |
| 5 | 대좌 | 이노시타 다다시 | 1936년 8월 1일  |                 |       |
| 6 | 대좌 | 히가시 에이지   | 1937년 7월 22일 |                 |       |
| 6 | 대좌 |                 | 1937년 8월 2일  | 1938년 8월 31일 |       |

| # | 계급 | 성명            | 취임일           | 이임일           | 참고                              |
| - | ---- | --------------- | ---------------- | ---------------- | --------------------------------- |
| 1 | 중좌 |                 | 1938년 8월 31일  |                  |                                   |
| 2 | 대좌 | 시카타 미쓰유키 | 1939년 7월 1일   |                  |                                   |
| 3 | 중좌 | 스즈키 교       | 1940년 2월 16일  |                  |                                   |
| 4 | 중좌 | 기무라 슈이치 † | 1942년 6월 2일   | 1944년 10월 24일 | 레이테 전투에서 전사, 대좌로 특진 |
| 5 | 소좌 | 스즈키 다케오   | 1944년 11월 18일 |                  |                                   |
| 6 | 소좌 | 나미키 요시후미 | 1944년 12월      |                  |                                   |

## 기록

### 계보
- 1925년 5월 1일 飛行第2連隊→비행 제2연대
- 1938년 7월 5일, 飛行第2戦隊→비행 제2전대
- 1945년 7월 15일, 第12独立飛行隊→제12독립비행대

### 소속
- 제1비행단, 1936녀 8월 1일
- 제102교육비행단, 1942년 4월 15일
- 제16비행단, 1945년

### 참전
- 중일 전쟁
- 태평양 전쟁
  - 레이테 전투

### 장비
- 전투기
  - 키102
- 폭격기
  - 98식 경폭격기
  - 99식 쌍발경폭격기
- 정찰기
  - 100식 사령부정찰기

## 참고

### 인용
1. ↑  戦史叢書87 1975, 434쪽.
2. ↑  木俣滋郎 2013, 268쪽.
3. ↑  戦史叢書87 1975, 331쪽.
4. ↑  “官報” (일본어) (1683). 1932년 8월 9일.

### 자료
- 近現代史編纂会 (2001). 《航空隊戦史》 (일본어). 新人物往来社. ISBN 4-404-02945-4.
- 外山操 (1981). 《陸海軍将官人事総覧 陸軍篇》 (일본어). 芙蓉書房. ISBN 978-4829500026.
- 外山操 (1987).  森松俊夫, 편집. 《帝国陸軍編制総覧》 (일본어). 芙蓉書房. ISBN 978-4829501245.
- 木俣滋郎 (2013). 《陸軍航空隊全史―その誕生から終焉まで》 (일본어). 潮書房光人社. ISBN 4769828578.
- 防衛研究所戦史室. 《陸軍航空兵器の開発・生産・補給》. 戦史叢書 (일본어) 87. 朝雲新聞社.